# Blinkist
Blinkist – serwis internetowy i aplikacja mobilna w modelu subskrypcyjnym oferująca streszczenia książek.

## Charakterystyka
Usługa została stworzona w 2012 roku przez niemieckich studentów Holgera Seima, Niklasa Jansena, Sebastiana Kleina i Tobiasa Ballinga. Do komercyjnego użytku została oddana rok później. Redakcja Blinklist opracowuje książki w krótkie, trwające od 15 do 30 minut syntezy. Opracowania, w formie tekstowej i jako audiobooki, na wstępie zawierają wypunktowane kluczowe zaganienia książki, a dalej szersze jej omówienie. Syntezy dostępne są w językach: angielskim, niemieckim i hiszpańskim. Biblioteka Blinkist zawiera 6500 tytułów (2023). Są wśród nich zarówno bestsellery, jak i fundamentalne dla literatury światowej dzieła z XX i XXI wieku. W 2018 roku  Blinkist uzyskał dofinansowanie na rozwój w wysokości 18,8 miliona dolarów (USD) od funduszu venture capital – Insight Venture Partners. Obecnie Blinklist należy do austalijskiej firmy Go1. Siedziba redakcji znajduje się w Berlinie, oprócz usługi subskrypcyjnej wydaje bezpłatny portal literacki „Blinkist Magazine”. W 2023 roku firma zatrudniała 160 pracowników z 50 krajów. Do 2023 roku aplikację mobilną Blinklist pobrało 23 miliony użytkowników.

## Nagrody
- World Summit Awards od Organizacji Narodów Zjednoczonych w kategorii „Edukacja i nauka” (2016)[4].